# Notes from the Archive: Recordings 2011–2016
Notes from the Archive: Recordings 2011–2016 é o primeiro álbum de compilação da cantora e compositora americana Maggie Rogers. Foi lançado digitalmente pela gravadora Debay Sounds, de Rogers, em 18 de dezembro de 2020 e lançado em CD e vinil em 23 de abril de 2021.
A coleção de 16 faixas consiste em várias músicas escritas e gravadas antes de seu sucesso "Alasca" ser lançado em 2016. É dividido em quatro partes: seu EP de rock de 2016, a demo de 2014 Blood Ballet, seu trabalho com o Del Water Gap e a demo de 2012 The Echo.

## Recepção crítica
Heather Phares, escrevendo para AllMusic, elogiou as músicas do Blood Ballet e as composições de Rogers, mas disse que "One More Afternoon" e "Together" "soam um pouco confusos em comparação às faixas posteriores da compilação". 

## Faixas
| Notes from the Archive: Recordings 2011–2016 |                                            |                            |                               |         |  |
| N.º                                          | Título                                     | Compositor(es)             | Produtor(es)                  | Duração |  |
| 1.                                           | "Celadon & Gold"                           | Maggie Rogers Nicholas Das | Rogers                        | 3:11    |  |
| 2.                                           | "Together"                                 | Rogers                     | Rogers                        | 3:22    |  |
| 3.                                           | "Steady Now"                               | Rogers                     | Rogers                        | 3:51    |  |
| 4.                                           | "One More Afternoon"                       | Rogers Pablo Melendez      | Rogers                        | 4:39    |  |
| 5.                                           | "Blood Ballet"                             | Rogers                     | Rogers                        | 4:23    |  |
| 6.                                           | "Resonant Body"                            | Rogers                     | Dan Drohan Jeff Fettig Rogers | 3:22    |  |
| 7.                                           | "Symmetry"                                 | Rogers                     | Rogers Melendez               | 2:53    |  |
| 8.                                           | "Little Joys"                              | Rogers                     | Drohan Fertig Rogers          | 3:55    |  |
| 9.                                           | "On the Page"                              | Rogers                     | Rogers                        | 3:20    |  |
| 10.                                          | "James"                                    | Rogers Samuel Holden Jaffe | Rogers                        | 4:29    |  |
| 11.                                          | "(Does It Feel Slow?)" (com Del Water Gap) | Rogers                     | Rogers                        | 0:17    |  |
| 12.                                          | "New Song" (com Del Water Gap)             | Rogers                     | Rogers Jaffe                  | 6:22    |  |
| 13.                                          | "Anybody"                                  | Rogers Nicholas Das        | Rogers                        | 3:16    |  |
| 14.                                          | "Kids Like Us"                             | Rogers                     | Rogers                        | 4:03    |  |
| 15.                                          | "Wolves"                                   | Rogers                     | Rogers                        | 3:57    |  |
| 16.                                          | "Satellite"                                | Rogers                     | Rogers                        | 7:08    |  |
| Duração total:                               | Duração total:                             | Duração total:             | Duração total:                | 58:16   |  |

| Notes from the Archive: Recordings 2011–2016 (With Commentary) |                                                                      |                            |                               |         |  |
| N.º                                                            | Título                                                               | Compositor(es)             | Produtor(es)                  | Duração |  |
| 1.                                                             | "Intro – Notes from the Archive: Recordings 2011-2016" (Comentário)  | Rogers                     | Hirway Rogers Stumpf          | 3:10    |  |
| 2.                                                             | "Part I — Rock EP: 2016" (Comentário)                                | Rogers                     | Hirway Rogers Stumpf          | 6:11    |  |
| 3.                                                             | "Celadon & Gold"                                                     | Maggie Rogers Nicholas Das | Rogers                        | 3:11    |  |
| 4.                                                             | "Together"                                                           | Rogers                     | Rogers                        | 3:22    |  |
| 5.                                                             | "Steady Now"                                                         | Rogers                     | Rogers                        | 3:51    |  |
| 6.                                                             | "One More Afternoon"                                                 | Rogers Pablo Melendez      | Rogers                        | 4:39    |  |
| 7.                                                             | "Part II — Blood Ballet: 2012-2015" (Comentário)                     | Rogers                     | Hirway Rogers Stumpf          | 3:56    |  |
| 8.                                                             | "Blood Ballet"                                                       | Rogers                     | Rogers                        | 4:23    |  |
| 9.                                                             | "Resonant Body"                                                      | Rogers                     | Dan Drohan Jeff Fettig Rogers | 3:22    |  |
| 10.                                                            | "Symmetry"                                                           | Rogers                     | Rogers Melendez               | 2:53    |  |
| 11.                                                            | "Little Joys"                                                        | Rogers                     | Drohan Fertig Rogers          | 3:55    |  |
| 12.                                                            | "On the Page"                                                        | Rogers                     | Rogers                        | 3:20    |  |
| 13.                                                            | "James"                                                              | Rogers Samuel Holden Jaffe | Rogers                        | 4:29    |  |
| 14.                                                            | "Part III — Del Water Gap: 2012-2013" (Comentário)                   | Rogers                     | Hirway Rogers Stumpf          | 3:51    |  |
| 15.                                                            | "(Does It Feel Slow?)" (com Del Water Gap)                           | Rogers                     | Rogers                        | 0:17    |  |
| 16.                                                            | "New Song" (com Del Water Gap)                                       | Rogers                     | Rogers Jaffe                  | 6:22    |  |
| 17.                                                            | "Part IV — The Echo: 2011-2012" (Comentário)                         | Rogers                     | Hirway Rogers Stumpf          | 4:07    |  |
| 18.                                                            | "Anybody"                                                            | Rogers Nicholas Das        | Rogers                        | 3:16    |  |
| 19.                                                            | "Kids Like Us"                                                       | Rogers                     | Rogers                        | 4:03    |  |
| 20.                                                            | "Wolves"                                                             | Rogers                     | Rogers                        | 3:57    |  |
| 21.                                                            | "Satellite"                                                          | Rogers                     | Rogers                        | 7:08    |  |
| 22.                                                            | "Outro — Notes From the Archives: Recordings 2011-2016" (Comentário) | Rogers                     | Hirway Rogers Stumpf          | 3:41    |  |
| Duração total:                                                 | Duração total:                                                       | Duração total:             | Duração total:                | 1:23:12 |  |